# جورن لنز
جورن لنز (انگلیسی: Jörn Lenz؛ زادهٔ ۱۲ آوریل ۱۹۶۹) بازیکن فوتبال اهل آلمان است.
از باشگاه‌هایی که در آن بازی کرده‌است می‌توان به باشگاه فوتبال انرژی کوتبوس، باشگاه فوتبال دینامو برلینر، و باشگاه فوتبال لوکوموتیو لایپزیگ اشاره کرد.